# Goera nipponensis
Goera nipponensis är en nattsländeart som beskrevs av Navás 1933. Goera nipponensis ingår i släktet Goera och familjen grusrörsnattsländor. Inga underarter finns listade i Catalogue of Life.